# AO Волка
AO Волка (лат. AO Lupi) — двойная затменная переменная звезда (E:) в созвездии Волка на расстоянии (вычисленном из значения параллакса) приблизительно 11147 световых лет (около 3418 парсеков) от Солнца. Видимая звёздная величина звезды — от +14,3m до +12,5m.

## Характеристики
Первый компонент — белая звезда спектрального класса A. Эффективная температура — около 8112 K.